# Weehawken
Weehawken es un municipio en la parte norte del condado de Hudson, Nueva Jersey, Estados Unidos. Se encuentra en gran parte en Palisades con vistas al río Hudson. Según el censo de Estados Unidos de 2020, la población era de 17 197 habitantes.

## Nombre
Generalmente se considera que el nombre Weehawken evolucionó del idioma algonquino lenape hablado por Hackensack y Tappan. Se ha interpretado de diversas formas como "tierra de maíz", "lugar de gaviotas", "rocas que parecen árboles", que se referirían a las empalizadas, sobre las que se asienta la mayor parte del pueblo, o "al final", entre otras traduccionessugeridas.
Tres barcos de la Marina de los EE. UU. han recibido el nombre de la ciudad. El USS Weehawken, botado el 5 de noviembre de 1862, era un monitor de clase Passaic, o barco acorazado, que navegó para la Armada de la Unión durante la Guerra de Secesión, se enfrentó a batallas en la costa de Charleston y se hundió en un vendaval moderado el 6 de diciembre de 1863. El Weehawken fue el último ferry en el West Shore Terminal el 25 de marzo de 1959 a la 1 y 10 de la mañana, lo que puso fin a 259 años de servicio continuo.

## Historia
Weehawken se formó como municipio por una ley de la Legislatura de Nueva Jersey, el 15 de marzo de 1859, a partir de partes de Hoboken y North Bergen. Una parte del municipio fue cedida a Hoboken en 1874. En 1879 se anexionó aun más territorio de West Hoboken.
La historia escrita del municipio comenzó en 1609, cuando Henry Hudson, en su tercer viaje al Nuevo Mundo, navegó por lo que más tarde se llamó North River en Half Moon y levó anclas en Weehawken Cove. En ese momento era el territorio de los hackensack y tappan, del Clan Tortuga, o unami, una rama de los lenape. Fueron desplazados por inmigrantes a la provincia de Nueva Holanda, que habían comenzado a asentarse en la orilla occidental del Hudson en Pavonia en 1630. El 11 de mayo de 1647, Maryn Adriansen recibió una patente para una plantación (de 169 acres) en Awiehaken. En 1658, el director general de Nueva Holanda, Peter Stuyvesant, negoció un trato con lenape para comprar toda la tierra de "la gran roca sobre Wiehacken", al oeste de Sikakes (Secaucus) y al sur de Konstapels Hoeck (Condestable Hook). En 1661, Weehawken se convirtió en parte de Bergen cuando (y la mayor parte del noreste de Nueva Jersey) quedó bajo la jurisdicción de la corte en la Plaza Bergen.

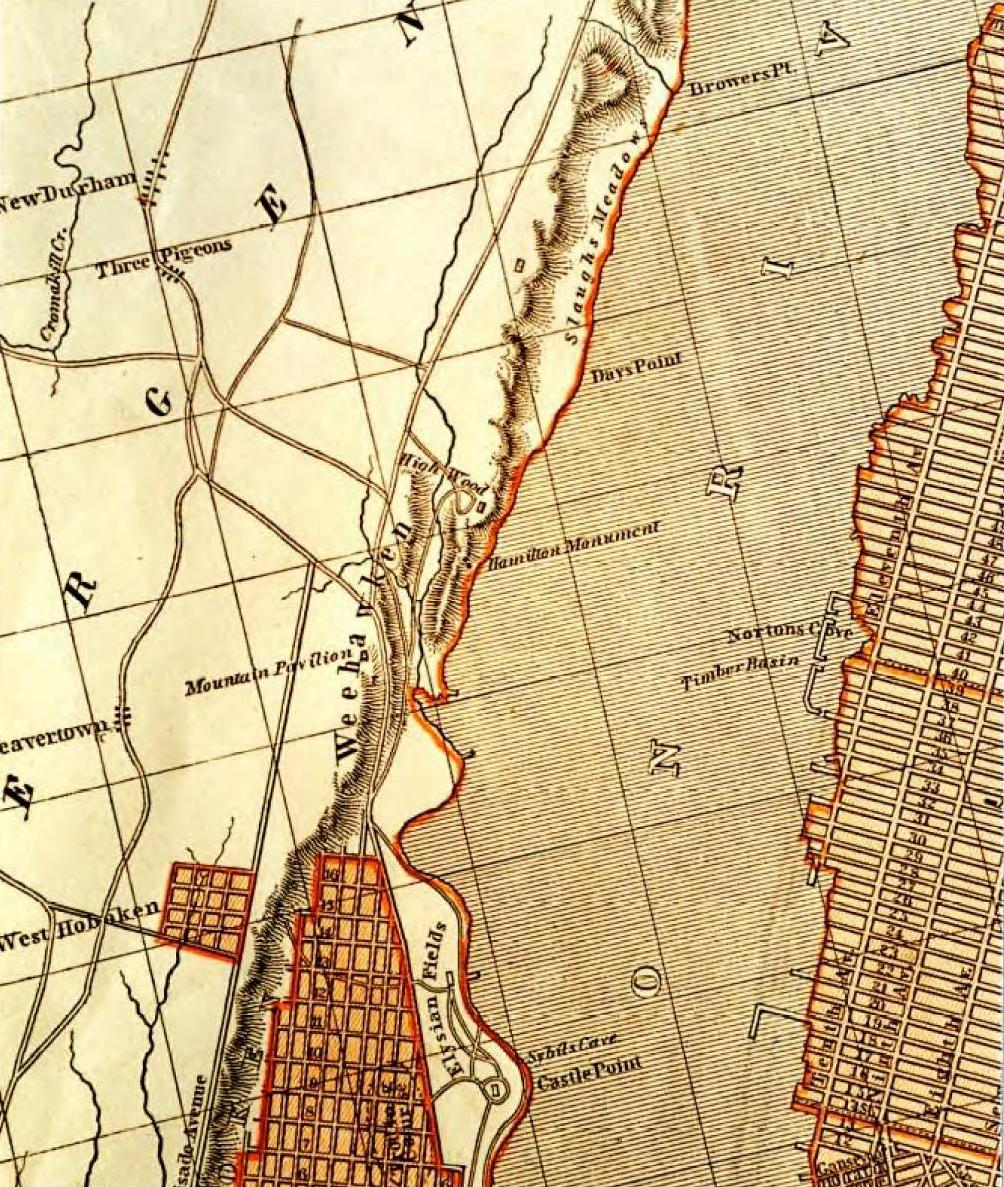
Mapa de 1841 de partes de los condados de Hudson y Nueva York y el río Hudson

En 1674, Nueva Holanda fue cedida a los británicos y la ciudad pasó a formar parte de la provincia de East Jersey. John Luby, en 1677, adquirió varias parcelas de 14 ha a lo largo del Hudson. La mayoría de las viviendas se encontraban en la parte superior de los acantilados, ya que las áreas bajas eran en su mayoría pantanos. Las descripciones de la época hablan del denso follaje y los bosques y la excelente tierra para el cultivo de hortalizas y frutas de huerta. Ya en 1700 había un servicio de ferry regular, aunque esporádico, desde Weehawken. En 1752, Jorge II de Gran Bretaña otorgó la primera subvención oficial para el servicio de ferry, la casa de ferry al norte de Hoboken se usaba principalmente para productos agrícolas y probablemente se vendió en el embarcadero de Greenwich Village que se convirtió en Weehawken Street.
Durante la Guerra de Independencia, Weehawken se utilizó como puesto de vigilancia para que los patriotas controlaran a los británicos, que estaban situados en Nueva York y controlaban las vías fluviales circundantes. De hecho, en julio de 1778, William Alexander le pidió a Aaron Burr, en una carta escrita en nombre del general George Washington, que contratara a varias personas para "ir a Bergen Heights, Weehawk, Hoebuck o cualquier otra altura cercana para observar los movimientos de los nave enemiga" y recopilar cualquier otra inteligencia posible. Los primeros habitantes documentados incluyeron al capitán James Deas, cuya residencia señorial en Deas 'Point estaba ubicada en lo alto de una loma a lo largo del río. Lafayette había utilizado la mansión como su cuartel general y más tarde Washington Irving vino a contemplar Manhattan.
No muy lejos de Deas había una cornisa de 11 pasos de ancho y 20 pasos de largo, situada a 6 m sobre el Hudson en Palisades. Esta cornisa, desaparecida hace mucho tiempo, fue el sitio de 18 duelos documentados y probablemente muchos no registrados en los años 1798–1845. El más célebre es el Duelo Burr-Hamilton entre el general Alexander Hamilton, primer secretario del Tesoro, y el coronel Aaron Burr, tercer vicepresidente de turno de los Estados Unidos, que tuvo lugar el 11 de julio de 1804.
A mediados del siglo XIX, James G. King construyó su finca Highwood en el acantilado que ahora lleva su nombre y entretuvo a muchas figuras políticas y artísticas de la época, incluido Daniel Webster.

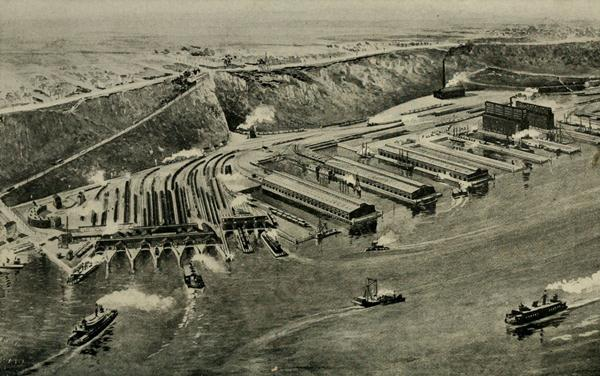
Ferries que salen de la terminal Weehawken de West Shore Railroad, antes de 1900

Con el transbordador, Hackensack Plank Road (una carretera de peaje que era una arteria principal de Weehawken a Hackensack), y más tarde, el West Shore Railroad, construido a principios de la década de 1870, el paseo marítimo se convirtió en un centro de transporte. Los ricos construyeron casas a lo largo de la parte superior de Palisades, donde podían huir del calor sofocante de Nueva York y respirar el aire fresco de las alturas. Weehawken se convirtió en el patio de recreo de los ricos desde mediados hasta finales del siglo XIX. Una serie de ascensores de vagones, escaleras e incluso un ascensor de pasajeros diseñado por el mismo ingeniero que los de la Torre Eiffel (que en ese momento era la más grande del mundo) se instalaron para acomodar a los turistas y veraneantes. El parque de atracciones Eldorado, un jardín de recreo que se inauguró en 1891, atrajo a multitudes masivas.

## Geografía
Weehawken es parte del área metropolitana de Nueva York. Situado en la orilla occidental del río Hudson, a lo largo del extremo sur de Palisades frente al centro de Manhattan, es el término occidental del Túnel Lincoln. Weehawken es uno de los pueblos que componen North Hudson, a veces llamado NoHu en la comunidad artística.
Según la Oficina del Censo de los Estados Unidos, el municipio tenía una superficie total de 3,82 km², 2,03 km² de terreno y 1,79 km² de agua.
El municipio limita con los municipios de Hoboken, Union City y West New York en el condado de Hudson; y el distrito de Manhattan de la ciudad de Nueva York, al otro lado del río Hudson.
Mientras Palisades define la topografía natural de Weehawken, el Túnel Lincoln (que corta la ciudad por la mitad) surge como una característica ineludible hecha por el hombre. Geográficamente, Weehawken tiene vecindarios distintos: Downtown, Heights, Uptown (que incluye Kingswood Bluff, conocido como "The Bluff") y Waterfront, que desde la década de 1990 se ha desarrollado para usos de transporte, comerciales, recreativos y residenciales. Aunque algunas están abandonadas desde hace mucho tiempo (por ejemplo, Grauert Causeway), todavía hay varias escaleras públicas al aire libre (por ejemplo, Shippen Steps) en toda la ciudad y más de 15 calles "sin salida". En su esquina sureste se encuentra Weehawken Cove que, junto con las vías férreas tierra adentro, define la frontera de Weehawken con Hoboken. Su límite norte se comparte con West New York. Atravesando Weehawken se encuentra Bulevar Este, una vía escénica que ofrece una vista panorámica del río Hudson y el horizonte de Manhattan. Las leyes de zonificación locales prohíben la construcción de edificios de gran altura que obstruirían las líneas de visión desde los puntos más altos de la ciudad. En una decisión de 1999 que bloqueó el desarrollo de un par de torres frente al mar que habrían tenido una altura de 49 m, un juez citó las vistas panorámicas de Weehawken como "un servicio de clase mundial que alienta a las personas a vivir, trabajar y ubicar negocios en el área". En 2021, la empresa de desarrollo Roseland donó 14,5 acres del acantilado de Palisades a la ciudad para preservar su belleza y su historia.
El cambio de siglo XX vio el final de las grandes propiedades, casinos, hoteles y teatros cuando el turismo dio paso a las subdivisiones (como Highwood Park y Clifton Park) y la construcción de muchas de las casas privadas que aún se ven en pueblo.

## Demografía
Según la Oficina del Censo en 2010, los ingresos medios por hogar en el municipio eran de 62 435 dólares y los ingresos medios por familia eran de 90 903 dólares. Los hombres tenían unos ingresos medios de 53 912 dólares frente a los 50 129 para las mujeres. La renta per cápita para la localidad era de 45 206 dólares. Alrededor del 12,9 % de la población estaba por debajo del umbral de pobreza.

## Educación
El Distrito Escolar de Weehawken gestiona escuelas públicas.

## Transporte

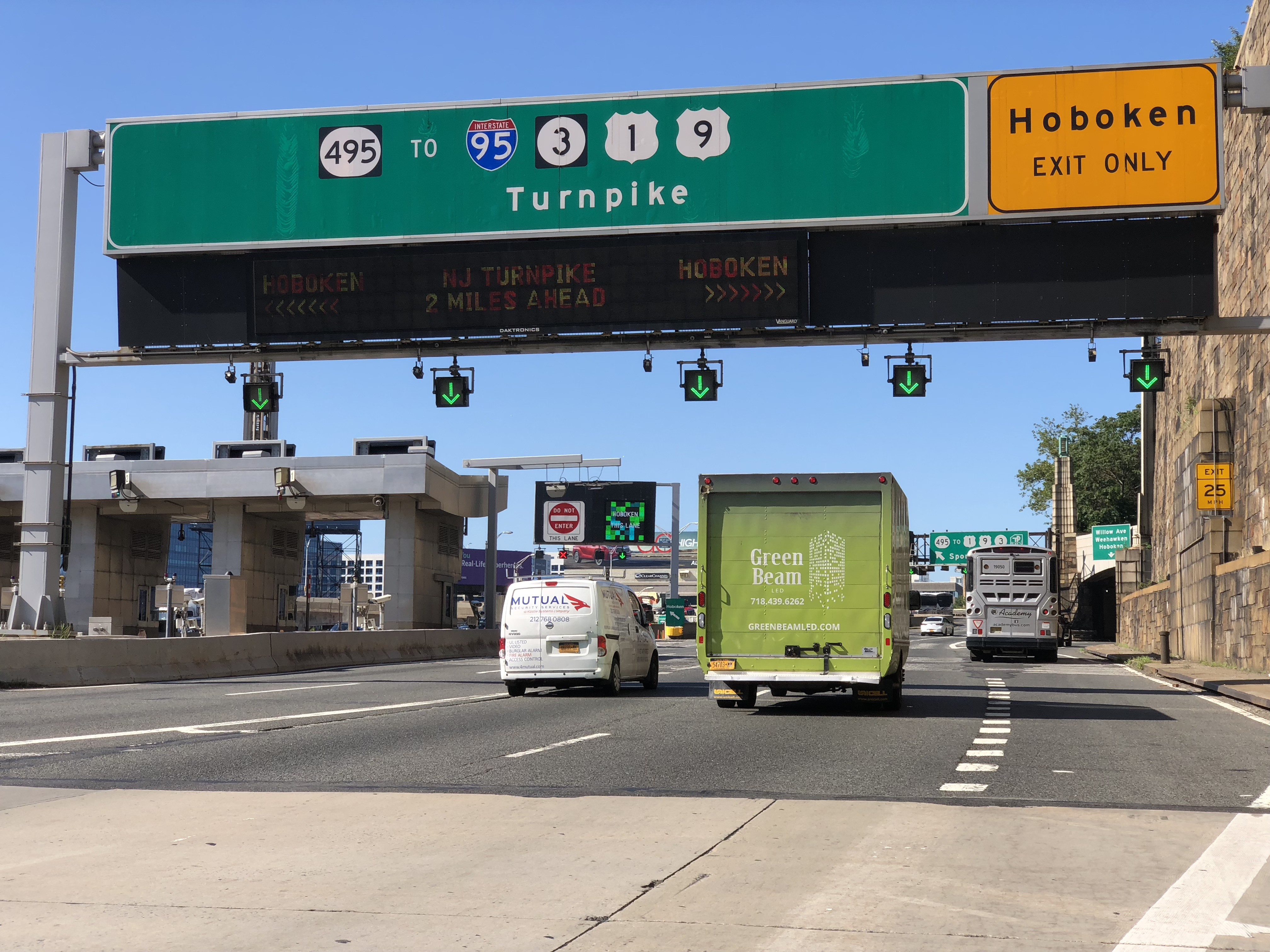
Ruta 495 en dirección oeste en Weehawken

### Carreteras y autopistas
En 2010, el municipio tenía un total de 25,9 km de carreteras, de las cuales 21,5 km eran mantenidas por el municipio, 2,1 km por Hudson Condado y 2,3 km por el Port Authority of NY & NJ.
La ruta 495 viaja de este a oeste entre Lincoln Tunnel y New Jersey Turnpike (Interstate 95) con intercambios para Ruta 3 y US Route 1/9 en North Bergen. La ruta 505 del condado también pasa por el municipio.

### Transporte público

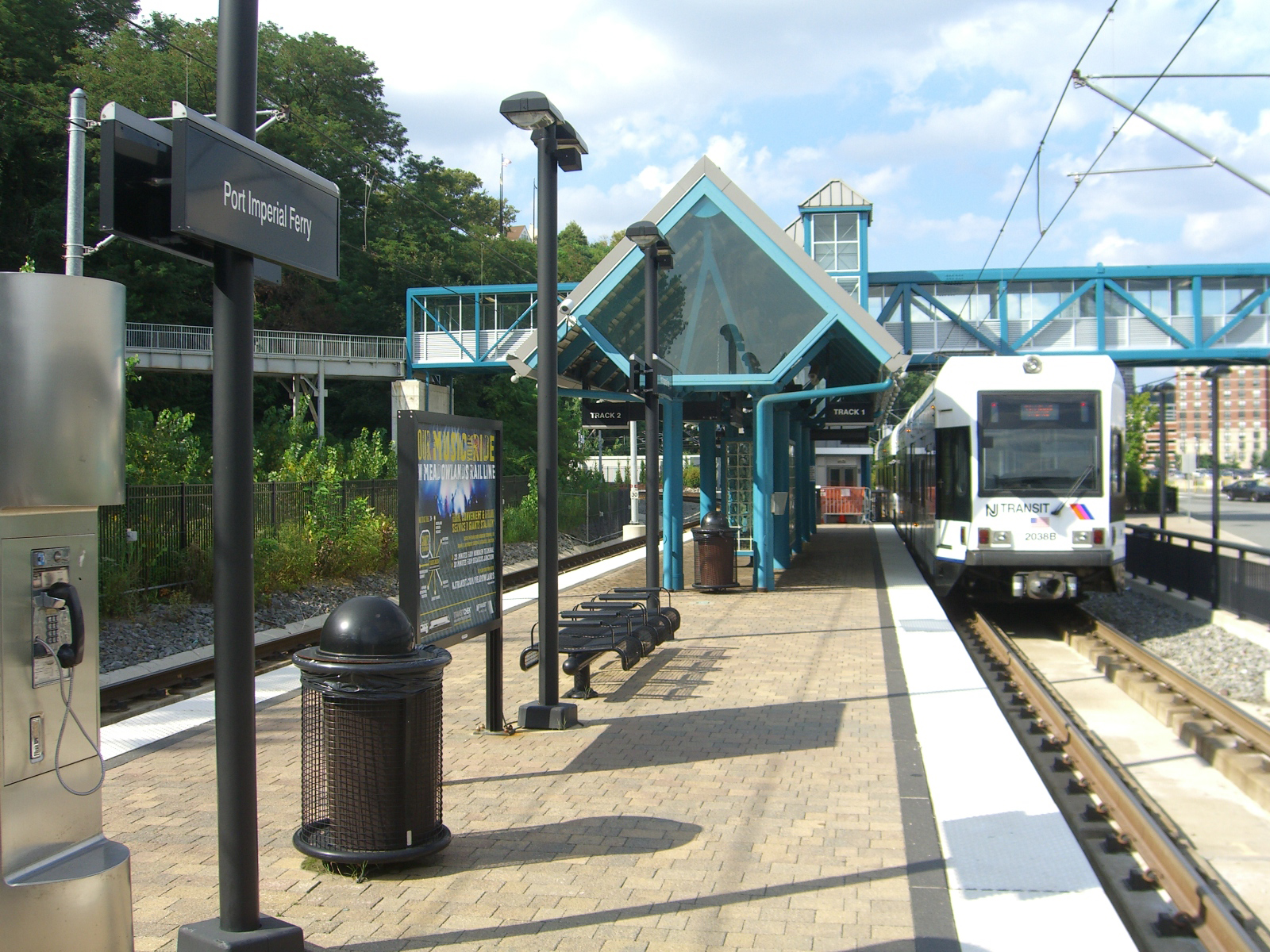
La parada de Port Imperial del tren ligero Hudson-Bergen

El transporte público en Weehawken es proporcionado por autobús, transbordador y tren ligero.
El servicio de autobús se proporciona a lo largo de los concurridos corredores de norte a sur en Park Avenue, Bulevar Este y Port Imperial Boulevard por NJ Transit y jitneys privados dentro del condado de Hudson, y hacia Manhattan y el condado de Bergen. Los autobuses del de NJ Transit 123, 126, 128, 156, 158, 159, 165, 166, 168 se originan/terminan en Port Authority Bus Terminal. Los autobuses 23 y 89 viajan entre Nungessers y la terminal de Hoboken, donde es posible la transferencia a PATH y al New Jersey Transit Rail Operations. Los autobuses 84 y 86 viajan entre Nungessers y Journal Square o Pavonia/Newport en Jersey City. Las rutas 68 y 67 brindan un servicio pico mínimo desde el puerto de Lincoln hasta la costa de Jersey.
El servicio de tren ligero Hudson-Bergen (HBLR) está disponible en dirección oeste a Bergenline y Tonnelle Avenue y en dirección sur a Hoboken, Jersey City y Bayonne en la estación Lincoln Harbor y la estación Port Imperial, donde se transfiere a los transbordadores NY Waterway a Midtown y el Bajo Manhattan es posible.
Bieber Transportation Group anteriormente brindaba servicio de autobús interurbano desde Reading, Kutztown, Wescosville y Hellertown en Pensilvania hasta Port Imperial en Weehawken, donde los transbordadores NY Waterway proporcionaban una conexión con la ciudad de Nueva York; el viaje en ferry estaba incluido en el precio del boleto para el autobús. El servicio comenzó el 27 de agosto de 2018 y finalizó el 6 de noviembre de 2018, con Bieber reanudando el servicio de autobús directo a la ciudad de Nueva York.
Las oficinas centrales de NY Waterway están ubicadas en Weehawken Port Imperial.
En 2013, los alcaldes de Weehawken y dos ciudades al sur anunciaron un sistema regional de bicicletas compartidas planificado. Hudson Bike Share, lanzado en Hoboken en 2015, se expandió a Weehawken en 2017.

## Medios y cultura

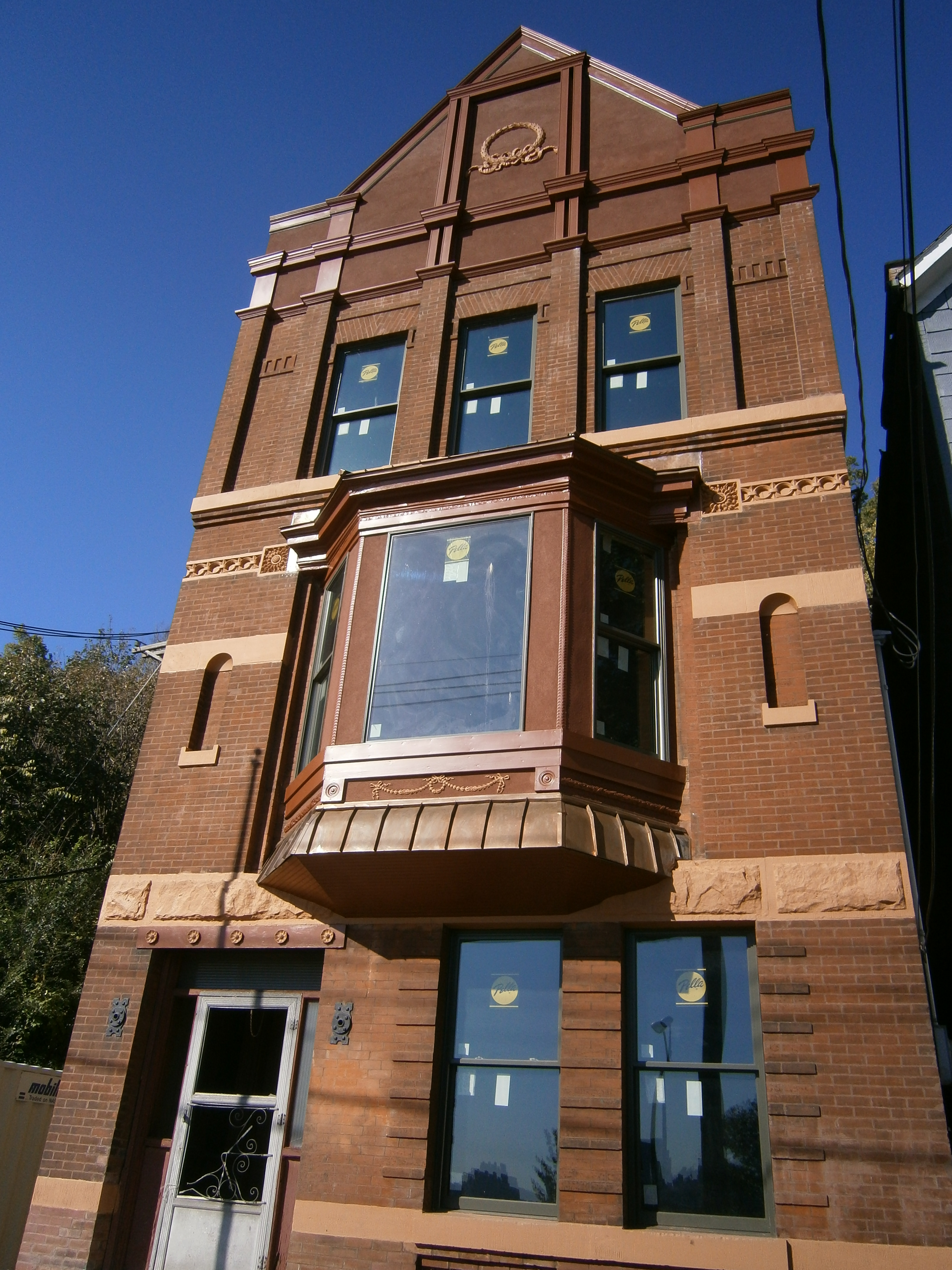
Ayuntamiento original al pie de los escalones de Shippen Street en proceso de renovación y transformación en museo de historia local

Weehawken se encuentra dentro del mercado de medios de Nueva York, con la mayoría de sus diarios disponibles para la venta o entrega. The Jersey Journal es un periódico local que cubre noticias en el condado.
Los semanarios locales incluyen el periódico bilingüe gratuito, Hudson Dispatch Weekly, (llamado así por el antiguo diario Hudson Dispatch), The Hudson Reporter, Weehawken Reporter, y en español El Especialito.
The Weehawken Sequence, una serie de principios del siglo XX de aproximadamente 100 bocetos al óleo del artista local John Marin, que trabajó en la ciudad, se considera una de las pinturas abstractas, si no la primera, realizada por un artista estadounidense. Los bocetos, que mezclan aspectos del impresionismo, el fauvismo y el cubismo, han sido comparados con la obra de Jackson Pollock.
El Hudson Riverfront Performing Arts Center es una organización sin fines de lucro cuya misión es construir un centro de artes escénicas de clase mundial en la costa. Desde 2004, ha presentado eventos bajo techo y al aire libre en Lincoln Harbor.

### En la cultura popular
El nombre y el lugar han aparecido en múltiples obras de cultura popular. Por ejemplo, en la serie de televisión animada de Fox Channel, Futurama, en Weehawken estaba la antigua sede de DOOP. En las artes visuales, Weehawken es el tema del East Wind Over Weehawken del pintor estadounidense Edward Hopper. Además, el musical de Broadway Hamilton incluye una escena que representa el duelo entre Aaron Burr y Alexander Hamilton, así como el duelo entre Phillip Hamilton y George Eacker.
En el libro clásico para niños de Dr. Seuss, Horton empolla el huevo, Horton, el Elefante, visita Weehawken mientras está en el circo, y en El Lorax de Dr. Seuss, Onceler da direcciones a la tierra de los árboles Truffula que incluyen "girar a la izquierda". en Weehawken". En el musical animado de Apple TV+, Central Park, Helen, uno de los personajes, canta un rap sobre Weehawken grabado por Daveed Diggs.
El compositor y pianista de jazz Thelonious Monk vivió durante su última década hasta su muerte en 1982 en una casa modernista en el número 63 de Kingswood Road, propiedad de la mecenas y heredera del jazz Pannonica de Koenigswarter, la cual se la compró al director de cine Josef von Sternberg y más tarde la apodó "The Mad Park" y "la casa de los gatos" 
La película italiana de ciencia ficción/terror de 1980 Contamination presenta una casa eduardiana en la esquina del Bulevar Este y la calle 46, en la escena en la que el coronel que lo deshonró visita a un ex astronauta caído en desgracia.